# Campeonato Mundial de Natação em Piscina Curta de 2016 - 200 m borboleta feminino
A prova dos 200 metros nado borboleta feminino do Campeonato Mundial de Natação em Piscina Curta de 2016 foi disputado no dia  7 de dezembro no Centro WFCU em Windsor, Canadá.

## Recordes
Antes desta competição, os recordes mundiais e do campeonato nesta prova eram os seguintes:
|                       | Nome            | Nacionalidade | Tempo   | Local | Data                  |
| --------------------- | --------------- | ------------- | ------- | ----- | --------------------- |
| Recorde mundial       | Mireia Belmonte | Espanha       | 1:59.61 | Doha  | 3 de dezembro de 2014 |
| Recorde do campeonato | Mireia Belmonte | Espanha       | 1:59.61 | Doha  | 3 de dezembro de 2014 |

## Medalhistas
| Ouro                 | Prata               | Bronze            |
| Katinka Hosszú (HUN) | Kelsi Worrell (USA) | Zhang Yufei (CHN) |

## Resultados

### Eliminatórias
As eliminatórias ocorreram dia 7 de dezembro com um total de 27 nadadoras.  
| Colocação | Bateria | Raia | Nome                    | Nacionalidade   | Tempo   | Notas |
| --------- | ------- | ---- | ----------------------- | --------------- | ------- | ----- |
| 1.        | 2       | 4    | Kelsi Worrell           | Estados Unidos  | 2:03,94 | Q     |
| 2.        | 1       | 5    | Zhang Yufei             | China           | 2:05,40 | Q     |
| 3.        | 3       | 4    | Katinka Hosszú          | Hungria         | 2:05,43 | Q     |
| 4.        | 1       | 3    | Ella Eastin             | Estados Unidos  | 2:05,53 | Q     |
| 5.        | 2       | 5    | Emily Washer            | Austrália       | 2:07,36 | Q     |
| 6.        | 2       | 2    | Katerine Savard         | Canadá          | 2:07,54 | Q     |
| 7.        | 1       | 4    | Swietłana Czimrowa      | Rússia          | 2:07,87 | Q     |
| 8.        | 3       | 3    | Miyu Nakano             | Japão           | 2:08,05 | Q     |
| 9.        | 1       | 2    | Nida Eliz Üstündağ      | Turquia         | 2:08,27 |       |
| 10.       | 3       | 6    | Martina van Berkel      | Suíça           | 2:08,37 |       |
| 11.       | 2       | 3    | Audrey Lacroix          | Canadá          | 2:08,58 |       |
| 12.       | 3       | 7    | Zhou Yilin              | China           | 2:08,81 |       |
| 13.       | 1       | 6    | Laura Stephens          | Reino Unido     | 2:08,94 |       |
| 14.       | 2       | 1    | Ajna Késely             | Hungria         | 2:09,34 |       |
| 15.       | 2       | 7    | Yai Watanabe            | Japão           | 2:09,67 |       |
| 16.       | 2       | 6    | Lisa Hopink             | Alemanha        | 2:09,76 |       |
| 17.       | 3       | 1    | Barbora Závadová        | Chéquia         | 2:09,88 |       |
| 18.       | 3       | 2    | Chan Kin Lok            | Hong Kong       | 2:09,99 |       |
| 19.       | 3       | 5    | Mireia Belmonte         | Espanha         | 2:10,21 |       |
| 20.       | 1       | 7    | Patarawadee Kittiya     | Tailândia       | 2:11,35 |       |
| 21.       | 1       | 1    | Victoria Kaminskaya     | Portugal        | 2:12,70 |       |
| 22.       | 2       | 8    | Beatričė Kanapienytė    | Lituânia        | 2:16,52 |       |
| 23.       | 3       | 8    | Sarah Hadj-Abderrahmane | Argélia         | 2:18,44 |       |
| 24.       | 1       | 8    | Tieri Erasito           | Fiji            | 2:24,72 |       |
| 25.       | 3       | 0    | Alania Suttie           | Samoa           | 2:27,37 |       |
| 26.       | 1       | 0    | Kim Sol-song            | Coreia do Norte | 2:34,78 |       |
| 27.       | 2       | 0    | Kuan I Cheng            | Macau           | 2:35,88 |       |

### Final
A final teve sua disputa realizada em 7 de dezembro. 
| Colocação         | Raia | Nome               | Nacionalidade  | Tempo   | Notas              |
| ----------------- | ---- | ------------------ | -------------- | ------- | ------------------ |
| Medalha de ouro   | 3    | Katinka Hosszú     | Hungria        | 2:02,15 |                    |
| Medalha de prata  | 4    | Kelsi Worrell      | Estados Unidos | 2:02,89 | Recorde da América |
| Medalha de bronze | 5    | Zhang Yufei        | China          | 2:05,10 |                    |
| 4.                | 6    | Ella Eastin        | Estados Unidos | 2:05,66 |                    |
| 5.                | 1    | Swietłana Czimrowa | Rússia         | 2:06,20 |                    |
| 6.                | 2    | Emily Washer       | Austrália      | 2:07,19 |                    |
| 7.                | 7    | Katerine Savard    | Canadá         | 2:07,49 |                    |
| 8.                | 8    | Miyu Nakano        | Japão          | 2:09,42 |                    |

Legenda
| Recorde mundial       | Recorde mundial (World record)               |                       | Recorde africano                      | Recorde africano (African) |                                           | Q | Classificado por posição (Qualified) |
| Recorde do campeonato | Recorde do campeonato (Championship record)  | Recorde da América    | Recorde da América (Americas)         | q                          | Classificado por melhor tempo (Qualified) |   |                                      |
| Melhor marca do ano   | Melhor marca do ano (World leading)          | Recorde asiático      | Recorde asiático (Asian)              | DNS                        | Não largou (Did not start)                |   |                                      |
| Recorde nacional      | Recorde nacional (National record)           | Recorde europeu       | Recorde europeu (European)            | DNF                        | Não terminou (Did not finish)             |   |                                      |
| Recorde pessoal       | Recorde pessoal do atleta (Personal best)    | Recorde da Oceania    | Recorde da Oceania (Oceania)          | DSQ / DQ                   | Desclassificado (Disqualified)            |   |                                      |
| Recorde da temporada  | Recorde da temporada do atleta (Season best) | Recorde sul-americano | Recorde sul-americano (South America) | NM                         | Sem marca (No mark)                       |   |                                      |